# So Long So Wrong
So Long So Wrong è un album in studio del gruppo musicale Alison Krauss & Union Station, pubblicato nel 1997.

## Tracce
1. So Long So Wrong (Patrick Brayer, Walden Dahl) – 3:22
2. No Place to Hide (Bob Lucas) – 3:28
3. Deeper Than Crying (Mark Simos) – 3:07
4. I Can Let Go Now (Michael McDonald) – 2:27
5. The Road Is a Lover (Lucas) – 3:11
6. Little Liza Jane (trad.) – 1:43
7. It Doesn't Matter (Harley Allen) – 3:52
8. Find My Way Back to My Heart (Simos) – 3:33
9. I'll Remember You Love in My Prayers (Public Domain) – 3:02
10. Looking in the Eyes of Love (Kostas Lazarides, Tricia Walker) – 4:19
11. Pain of a Troubled Life (Ron Block) – 2:54
12. Happiness (Michael McDonald, Viktor Krauss) – 3:55
13. Blue Trail of Sorrow (Jeff White) – 3:39
14. There Is a Reason (Block) – 5:35

## Formazione
- Alison Krauss – voce, fiddle
- Dan Tyminski – chitarra, basso, voce
- Ron Block – chitarra, banjo, voce
- Barry Bales – basso, voce
- Adam Steffey – mandolino, mandola, voce

## Premi
- Grammys:
  - 1998: "Best Country Performance by a Duo or Group with Vocal" (Looking in the Eyes of Love)
  - 1998: "Best Country Instrumental Performance" (Little Liza Jane)
  - 1998: "Best Bluegrass Album"